# Профсоюзна (станція метротрама)
48°41′49″ пн. ш. 44°30′00″ сх. д. / 48.69694° пн. ш. 44.50000° сх. д.
Профсоюзна —  станція Волгоградського метротрама. Розташована між станціями «Піонерська» і «ТЮГ».
Станція відкрита 1 грудня 2011 року у складі другої черги будівництва. Свою назву отримала по Профсоюзній вулиці.

## Вестибулі
Станція має підземний вестибюль, обладнаний двома ескалаторами. Має виходи через підземний перехід до Ворошиловського торгового центру, до кінотеатру «Кіномакс» та ресторану МакДональдс.

## Технічна характеристика
Конструкція станції — колонна трипрогінна мілкого закладення (глибина закладення — 14 метрів). Над платформою балкони і проходи. За своєю конструкцією ця станція нагадує харківську станцію метро «Наукова». Вона дворівнева, з так званими антресолями. Тут уздовж всієї платформи розміщені службові приміщення, які сполучені за допомогою балконів, що входять до центрального прогону. Це істотно збільшить простір посадкового залу.